# Boruta (Borucice)
Boruta – przysiółek wsi Borucice w Polsce położony w województwie opolskim, w powiecie brzeskim, w gminie Lubsza. 
Miejscowość wchodzi w skład sołectwa Borucice.
W latach 1975–1998 miejscowość administracyjnie należała do ówczesnego województwa opolskiego.

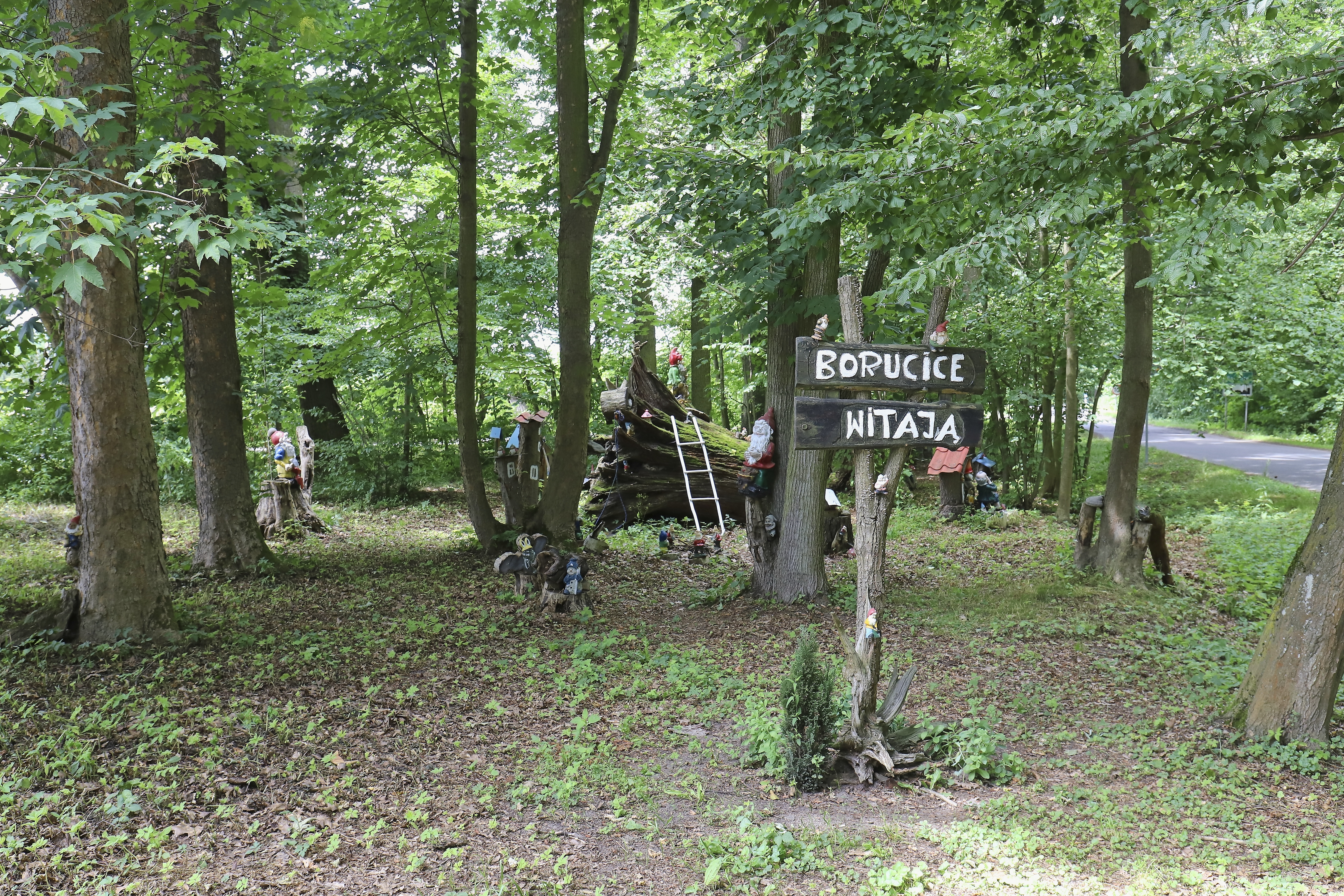
Borucice Witają